# 島根県道335号出雲空港宍道線
島根県道335号出雲空港宍道線（しまねけんどう335ごう いずもくうこうしんじせん）は、島根県出雲市から松江市に至る一般県道である。

## 概要
出雲市斐川町沖洲から松江市宍道町佐々布に至る。

### 路線データ
- 起点：島根県出雲市斐川町沖洲（出雲空港（出雲縁結び空港）ターミナルビル前、島根県道243号出雲空港線起点）
- 終点：島根県松江市宍道町佐々布（島根県道57号宍道インター線交点）
- 総延長：2.2 km

## 路線状況

### 重複区間
- 島根県道243号出雲空港線（出雲市斐川町沖洲・出雲空港（出雲縁結び空港）ターミナルビル前（起点） - 出雲市斐川町沖洲・空港西交差点）

### 道路施設

#### 橋梁
- 出雲空港大橋（新建川、出雲市 - 松江市）

## 地理

### 通過する自治体
- 島根県
  - 出雲市 - 松江市

### 交差する道路
| 交差する道路                         | 市町村名 | 交差する場所 | 交差する場所 |
| ------------------------------------ | -------- | ------------ | ------------ |
| 島根県道243号出雲空港線 重複区間起点 | 出雲市   | 斐川町沖洲   | 起点         |
| 島根県道243号出雲空港線 重複区間終点 | 出雲市   | 斐川町沖洲   | 空港西交差点 |
| 島根県道57号宍道インター線           | 松江市   | 宍道町佐々布 | 終点         |

### 沿線
- 出雲空港（出雲縁結び空港）